# Cheshmeh-ye Āzād
Cheshmeh-ye Āzād (persiska: چشمه آزاد) är en ort i Iran.   Den ligger i provinsen Khorasan, i den nordöstra delen av landet, 900 km öster om huvudstaden Teheran. Cheshmeh-ye Āzād ligger 921 meter över havet och antalet invånare är 240.
Terrängen runt Cheshmeh-ye Āzād är kuperad åt nordost, men åt sydväst är den platt. Runt Cheshmeh-ye Āzād är det ganska glesbefolkat, med 35 invånare per kvadratkilometer. Närmaste större samhälle är Mamīz Āb, 13,5 km väster om Cheshmeh-ye Āzād. Omgivningarna runt Cheshmeh-ye Āzād är i huvudsak ett öppet busklandskap.